# Agent d'accueil touristique
Agent d'accueil touristique est un métier lié au tourisme consistant à accueillir une clientèle française et étrangère
Ce métier s'exerce dans des structures telles que les offices de tourisme, les musées, les sites touristiques, les sites liés aux activités de loisirs comme les parcs de loisirs et les bases de loisirs. On trouve aussi des agents d'accueil touristique dans les structures liés à l'hébergement des touristes, comme les hôtels, les campings et les villages vacances.
L'agent d'accueil touristique peut être amené à effectuer plusieurs tâches différentes : 
- accueillir les visiteurs, accueil téléphonique, prendre des réservations
- concevoir des visites, des excursions.
- réaliser des dépliants touristiques, des brochures
- veiller à l'esthétique du lieu d'accueil, et son entretien.
- participer à l'organisation de manifestations, festives ou culturelles.

Les qualités requises pour ce métier sont la patience, le travail en équipe, l'ouverture d'esprit, le sourire permanent, l'organisation. Il est aussi recommandé d'avoir de bonnes bases d'anglais, des notions d'une deuxième langue, et une aisance en français, à l'écrit comme à l'oral. Il faut aussi avoir un intérêt pour l'histoire, la géographie et l'art.

## Formation en France
En France, les formations par rapport au métier d'agent d'accueil touristique sont : 
- au niveau CAP / BEP: la formation AFPA d'agent d'accueil touristique, d'une durée de 9 mois. Pour les personnes reconnues travailleurs handicapés, il existe la même formation à l'ADAPT (à Evian, Sarcelles) ou dans les centres de réadaptation professionnelle (CRP de Nanteau sur Lunain), qui se déroule en 12 mois.
- au niveau bac + 2: BTS Animation et Gestion Touristiques Locales, BTS Ventes et Productions Touristiques, que l'on trouve dans toutes les régions françaises.